# Tithraustes maximus
Tithraustes maximus är en fjärilsart som beskrevs av Druce 1897. Tithraustes maximus ingår i släktet Tithraustes och familjen tandspinnare. Inga underarter finns listade i Catalogue of Life.